# Skilanglauf-Eastern-Europe-Cup 2020/21
Der Skilanglauf-Eastern-Europe-Cup 2020/21 war eine von der FIS organisierte Wettkampfserie, die zum Unterbau des Skilanglauf-Weltcups 2020/21 gehörte. Sie begann am 28. November 2020 in Werschina Tjoi und endete am 3. März 2021 in Syktywkar. Es fanden insgesamt 20 Rennen an fünf Orten statt. Die Gesamtwertung der Männer gewann Andrei Larkow; bei den Frauen war Lilija Wassiljewa erfolgreich.

## Männer

### Resultate
| 1. Eastern-Europe-Cup in Werschina Tjoi, 28. November bis 2. Dezember 2020 | 1. Eastern-Europe-Cup in Werschina Tjoi, 28. November bis 2. Dezember 2020 | 1. Eastern-Europe-Cup in Werschina Tjoi, 28. November bis 2. Dezember 2020 | 1. Eastern-Europe-Cup in Werschina Tjoi, 28. November bis 2. Dezember 2020 | 1. Eastern-Europe-Cup in Werschina Tjoi, 28. November bis 2. Dezember 2020 |
| -------------------------------------------------------------------------- | -------------------------------------------------------------------------- | -------------------------------------------------------------------------- | -------------------------------------------------------------------------- | -------------------------------------------------------------------------- |
| Datum                                                                      | Disziplin                                                                  | Erster Platz                                                               | Zweiter Platz                                                              | Dritter Platz                                                              |
| 28. November 2020                                                          | Sprint Freistil                                                            | Denis Filimonow                                                            | Andrei Krasnow                                                             | Iwan Gorbunow                                                              |
| 29. November 2020                                                          | 15 km klassisch                                                            | Iwan Kirillow                                                              | Stanislaw Wolschenzew                                                      | Artem Nikolaew                                                             |
| 1. Dezember 2020                                                           | Sprint klassisch                                                           | Andrei Kusnezow                                                            | Andrei Krasnow                                                             | Vladislav Vechkanov                                                        |
| 2. Dezember 2020                                                           | 15 km Freistil                                                             | Artem Nikolaew                                                             | Iwan Kirillow                                                              | Andrei Larkow                                                              |

| 2. Eastern-Europe-Cup in Krasnogorsk, 23. bis 27. Dezember 2020 | 2. Eastern-Europe-Cup in Krasnogorsk, 23. bis 27. Dezember 2020 | 2. Eastern-Europe-Cup in Krasnogorsk, 23. bis 27. Dezember 2020 | 2. Eastern-Europe-Cup in Krasnogorsk, 23. bis 27. Dezember 2020 | 2. Eastern-Europe-Cup in Krasnogorsk, 23. bis 27. Dezember 2020 |
| --------------------------------------------------------------- | --------------------------------------------------------------- | --------------------------------------------------------------- | --------------------------------------------------------------- | --------------------------------------------------------------- |
| Datum                                                           | Disziplin                                                       | Erster Platz                                                    | Zweiter Platz                                                   | Dritter Platz                                                   |
| 23. Dezember 2020                                               | Sprint Freistil                                                 | Denis Filimonow                                                 | Andrei Krasnow                                                  | Andrei Parfjonow                                                |
| 24. Dezember 2020                                               | Sprint klassisch                                                | Sergei Ardaschew                                                | Anton Timaschow                                                 | Denis Filimonow                                                 |
| 26. Dezember 2020                                               | 15 km Freistil                                                  | Dmitriy Bagrashov                                               | Anton Timaschow                                                 | Artem Nikolaew                                                  |
| 27. Dezember 2020                                               | 15 km klassisch                                                 | Ilja Poroschkin                                                 | Sergei Ardaschew                                                | Andrei Larkow                                                   |

| 3. Eastern-Europe-Cup in Minsk-Raubitschy, 4. bis 7. Januar 2021 | 3. Eastern-Europe-Cup in Minsk-Raubitschy, 4. bis 7. Januar 2021 | 3. Eastern-Europe-Cup in Minsk-Raubitschy, 4. bis 7. Januar 2021 | 3. Eastern-Europe-Cup in Minsk-Raubitschy, 4. bis 7. Januar 2021 | 3. Eastern-Europe-Cup in Minsk-Raubitschy, 4. bis 7. Januar 2021 |
| ---------------------------------------------------------------- | ---------------------------------------------------------------- | ---------------------------------------------------------------- | ---------------------------------------------------------------- | ---------------------------------------------------------------- |
| Datum                                                            | Disziplin                                                        | Erster Platz                                                     | Zweiter Platz                                                    | Dritter Platz                                                    |
| 4. Januar 2021                                                   | Sprint klassisch                                                 | Anton Timaschow                                                  | Andrei Krasnow                                                   | Andrei Larkow                                                    |
| 5. Januar 2021                                                   | 10 km klassisch                                                  | Andrei Larkow                                                    | Anton Timaschow                                                  | Artem Nikolaew                                                   |
| 7. Januar 2021                                                   | 10 km Freistil                                                   | Anton Timaschow                                                  | Artem Nikolaew                                                   | Andrei Larkow                                                    |

| 4. Eastern-Europe-Cup in Krasnogorsk, 22. Januar, 5. bis 7. Februar 2021 | 4. Eastern-Europe-Cup in Krasnogorsk, 22. Januar, 5. bis 7. Februar 2021 | 4. Eastern-Europe-Cup in Krasnogorsk, 22. Januar, 5. bis 7. Februar 2021 | 4. Eastern-Europe-Cup in Krasnogorsk, 22. Januar, 5. bis 7. Februar 2021 | 4. Eastern-Europe-Cup in Krasnogorsk, 22. Januar, 5. bis 7. Februar 2021 |
| ------------------------------------------------------------------------ | ------------------------------------------------------------------------ | ------------------------------------------------------------------------ | ------------------------------------------------------------------------ | ------------------------------------------------------------------------ |
| Datum                                                                    | Disziplin                                                                | Erster Platz                                                             | Zweiter Platz                                                            | Dritter Platz                                                            |
| 22. Januar 2021                                                          | Sprint Freistil                                                          | Andrei Krasnow                                                           | Fedor Nazarow                                                            | Anton Timaschow                                                          |
| 5. Februar 2021                                                          | 15 km klassisch                                                          | Andrei Larkow                                                            | Ilja Poroschkin                                                          | Raul Schakirsjanow                                                       |
| 7. Februar 2021                                                          | Sprint Freistil                                                          | Andrei Krasnow                                                           | Andrei Larkow                                                            | Iliya Tikhonenko                                                         |

| 5. Eastern-Europe-Cup in Almaty, 11. bis 13. Februar 2021 | 5. Eastern-Europe-Cup in Almaty, 11. bis 13. Februar 2021 | 5. Eastern-Europe-Cup in Almaty, 11. bis 13. Februar 2021 | 5. Eastern-Europe-Cup in Almaty, 11. bis 13. Februar 2021 | 5. Eastern-Europe-Cup in Almaty, 11. bis 13. Februar 2021 |
| --------------------------------------------------------- | --------------------------------------------------------- | --------------------------------------------------------- | --------------------------------------------------------- | --------------------------------------------------------- |
| Datum                                                     | Disziplin                                                 | Erster Platz                                              | Zweiter Platz                                             | Dritter Platz                                             |
| 11. Februar 2021                                          | Sprint klassisch                                          | Andrei Krasnow                                            | Anton Timaschow                                           | Andrei Larkow                                             |
| 12. Februar 2021                                          | 15 km klassisch                                           | Artem Nikolaew                                            | Andrei Larkow                                             | Anton Timaschow                                           |
| 13. Februar 2021                                          | 20 km Freistil Massenstart                                | Iwan Kirillow                                             | Andrei Larkow                                             | Anton Timaschow                                           |

| 6. Eastern-Europe-Cup in Syktywkar, 27. Februar bis 3. März 2021 | 6. Eastern-Europe-Cup in Syktywkar, 27. Februar bis 3. März 2021 | 6. Eastern-Europe-Cup in Syktywkar, 27. Februar bis 3. März 2021 | 6. Eastern-Europe-Cup in Syktywkar, 27. Februar bis 3. März 2021 | 6. Eastern-Europe-Cup in Syktywkar, 27. Februar bis 3. März 2021 |
| ---------------------------------------------------------------- | ---------------------------------------------------------------- | ---------------------------------------------------------------- | ---------------------------------------------------------------- | ---------------------------------------------------------------- |
| Datum                                                            | Disziplin                                                        | Erster Platz                                                     | Zweiter Platz                                                    | Dritter Platz                                                    |
| 27. Februar 2021                                                 | 15 km klassisch                                                  | Ilja Poroschkin                                                  | Jermil Wokujew                                                   | Anton Timaschow                                                  |
| 28. Februar 2021                                                 | Sprint Freistil                                                  | Fedor Nazarow                                                    | Jermil Wokujew                                                   | Ivan Gorbunov                                                    |
| 3. März 2021                                                     | 30 km Skiathlon                                                  | Anton Timaschow                                                  | Andrei Larkow                                                    | Sergei Ardaschew                                                 |

### Gesamtwertung Männer
| Rang | Name             | Punkte |
| ---- | ---------------- | ------ |
| 1.   | Andrei Larkow    | 1124   |
| 2.   | Anton Timaschow  | 1038   |
| 3.   | Andrei Krasnow   | 988    |
| 4.   | Artjom Nikolajew | 821    |
| 5.   | Iwan Kirillow    | 784    |
| 6.   | Ilja Poroschkin  | 351    |
| 7.   | Denis Filimonow  | 326    |
| 8.   | Sergei Ardaschew | 319    |
| 9.   | Andrei Kusnezow  | 308    |
| 10.  | Fedor Nazarow    | 292    |

| Rang | Name                | Punkte |
| ---- | ------------------- | ------ |
| 11.  | Vladislav Vechkanov | 244    |
| 12.  | Vladimir Frolov     | 241    |
| 13.  | Ivan Gorbunov       | 234    |
| 14.  | Andrei Sobakarew    | 205    |
| 15.  | Alexander Grebenko  | 199    |
| 16.  | Maxim Zubtsov       | 175    |
| 17.  | Dmitriy Bagrashov   | 160    |
| 17.  | Jermil Wokujew      | 160    |
| 19.  | Jahor Schpuntau     | 148    |
| 19.  | Ilja Sannikov       | 144    |

| Rang | Name               | Punkte |
| ---- | ------------------ | ------ |
| 21.  | Andrei Parfjonow   | 142    |
| 22.  | Yaroslav Rybochkin | 135    |
| 23.  | Andrey Feller      | 130    |
| 24.  | Michail Sjamjonau  | 122    |
| 25.  | Iliya Tikhonenko   | 117    |
| 26.  | Ravil Valiakhmetov | 116    |
| 27.  | Viktor Zhul        | 112    |
| 28.  | Ivan Bezmaternykh  | 106    |
| 29.  | Aljaksandr Woranau | 102    |
| 30.  | Tsimur Laskin      | 98     |

## Frauen

### Resultate
| 1. Eastern-Europe-Cup in Werschina Tjoi, 28. November bis 2. Dezember 2020 | 1. Eastern-Europe-Cup in Werschina Tjoi, 28. November bis 2. Dezember 2020 | 1. Eastern-Europe-Cup in Werschina Tjoi, 28. November bis 2. Dezember 2020 | 1. Eastern-Europe-Cup in Werschina Tjoi, 28. November bis 2. Dezember 2020 | 1. Eastern-Europe-Cup in Werschina Tjoi, 28. November bis 2. Dezember 2020 |
| -------------------------------------------------------------------------- | -------------------------------------------------------------------------- | -------------------------------------------------------------------------- | -------------------------------------------------------------------------- | -------------------------------------------------------------------------- |
| Datum                                                                      | Disziplin                                                                  | Erster Platz                                                               | Zweiter Platz                                                              | Dritter Platz                                                              |
| 28. November 2020                                                          | Sprint Freistil                                                            | Marina Tschernoussowa                                                      | Anna Grukhvina                                                             | Weronika Stepanowa                                                         |
| 29. November 2020                                                          | 10 km klassisch                                                            | Lilija Wassiljewa                                                          | Anastassija Falejewa                                                       | Alija Iksanowa                                                             |
| 1. Dezember 2020                                                           | Sprint klassisch                                                           | Anastassija Falejewa                                                       | Nastassja Kirylawa                                                         | Olga Zarjowa                                                               |
| 2. Dezember 2020                                                           | 10 km Freistil                                                             | Lilija Wassiljewa                                                          | Marina Tschernoussowa                                                      | Olga Zholudeva                                                             |

| 2. Eastern-Europe-Cup in Krasnogorsk, 23. bis 27. Dezember 2020 | 2. Eastern-Europe-Cup in Krasnogorsk, 23. bis 27. Dezember 2020 | 2. Eastern-Europe-Cup in Krasnogorsk, 23. bis 27. Dezember 2020 | 2. Eastern-Europe-Cup in Krasnogorsk, 23. bis 27. Dezember 2020 | 2. Eastern-Europe-Cup in Krasnogorsk, 23. bis 27. Dezember 2020 |
| --------------------------------------------------------------- | --------------------------------------------------------------- | --------------------------------------------------------------- | --------------------------------------------------------------- | --------------------------------------------------------------- |
| Datum                                                           | Disziplin                                                       | Erster Platz                                                    | Zweiter Platz                                                   | Dritter Platz                                                   |
| 23. Dezember 2020                                               | Sprint Freistil                                                 | Nastassja Kirylawa                                              | Olga Kutscheruk                                                 | Nina Dubotolkina                                                |
| 24. Dezember 2020                                               | Sprint klassisch                                                | Olga Zarjowa                                                    | Alena Baranova                                                  | Anastasia Moskalenko                                            |
| 26. Dezember 2020                                               | 10 km Freistil                                                  | Jekaterina Smirnowa                                             | Evgeniya Krupitskaya                                            | Anastassija Rygalina                                            |
| 27. Dezember 2020                                               | 10 km klassisch                                                 | Natalija Mekrjukowa                                             | Alija Iksanowa                                                  | Jekaterina Smirnowa                                             |

| 3. Eastern-Europe-Cup in Minsk-Raubitschy, 4. bis 7. Januar 2021 | 3. Eastern-Europe-Cup in Minsk-Raubitschy, 4. bis 7. Januar 2021 | 3. Eastern-Europe-Cup in Minsk-Raubitschy, 4. bis 7. Januar 2021 | 3. Eastern-Europe-Cup in Minsk-Raubitschy, 4. bis 7. Januar 2021 | 3. Eastern-Europe-Cup in Minsk-Raubitschy, 4. bis 7. Januar 2021 |
| ---------------------------------------------------------------- | ---------------------------------------------------------------- | ---------------------------------------------------------------- | ---------------------------------------------------------------- | ---------------------------------------------------------------- |
| Datum                                                            | Disziplin                                                        | Erster Platz                                                     | Zweiter Platz                                                    | Dritter Platz                                                    |
| 4. Januar 2021                                                   | Sprint klassisch                                                 | Nastassja Kirylawa                                               | Lilija Wassiljewa                                                | Anastasia Moskalenko                                             |
| 5. Januar 2021                                                   | 5 km klassisch                                                   | Nastassja Kirylawa                                               | Lilija Wassiljewa                                                | Anastasia Moskalenko                                             |
| 7. Januar 2021                                                   | 5 km Freistil                                                    | Lilija Wassiljewa                                                | Nastassja Kirylawa                                               | Anastasia Moskalenko                                             |

| 4. Eastern-Europe-Cup in Krasnogorsk, 22. Januar, 5. bis 7. Februar 2021 | 4. Eastern-Europe-Cup in Krasnogorsk, 22. Januar, 5. bis 7. Februar 2021 | 4. Eastern-Europe-Cup in Krasnogorsk, 22. Januar, 5. bis 7. Februar 2021 | 4. Eastern-Europe-Cup in Krasnogorsk, 22. Januar, 5. bis 7. Februar 2021 | 4. Eastern-Europe-Cup in Krasnogorsk, 22. Januar, 5. bis 7. Februar 2021 |
| ------------------------------------------------------------------------ | ------------------------------------------------------------------------ | ------------------------------------------------------------------------ | ------------------------------------------------------------------------ | ------------------------------------------------------------------------ |
| Datum                                                                    | Disziplin                                                                | Erster Platz                                                             | Zweiter Platz                                                            | Dritter Platz                                                            |
| 22. Januar 2021                                                          | Sprint Freistil                                                          | Nastassja Kirylawa                                                       | Anastasia Moskalenko                                                     | Elizaveta Shalaboda                                                      |
| 5. Februar 2021                                                          | 10 km klassisch                                                          | Lidija Durkina                                                           | Lilija Wassiljewa                                                        | Diana Golowan                                                            |
| 7. Februar 2021                                                          | Sprint Freistil                                                          | Elizaveta Shalaboda                                                      | Darja Storoschilowa                                                      | Lilija Wassiljewa                                                        |

| 5. Eastern-Europe-Cup in Almaty, 11. bis 13. Februar 2021 | 5. Eastern-Europe-Cup in Almaty, 11. bis 13. Februar 2021 | 5. Eastern-Europe-Cup in Almaty, 11. bis 13. Februar 2021 | 5. Eastern-Europe-Cup in Almaty, 11. bis 13. Februar 2021 | 5. Eastern-Europe-Cup in Almaty, 11. bis 13. Februar 2021 |
| --------------------------------------------------------- | --------------------------------------------------------- | --------------------------------------------------------- | --------------------------------------------------------- | --------------------------------------------------------- |
| Datum                                                     | Disziplin                                                 | Erster Platz                                              | Zweiter Platz                                             | Dritter Platz                                             |
| 11. Februar 2021                                          | Sprint klassisch                                          | Lilija Wassiljewa                                         | Anna Schewtschenko                                        | Anastasia Moskalenko                                      |
| 12. Februar 2021                                          | 10 km klassisch                                           | Lilija Wassiljewa                                         | Anna Schewtschenko                                        | Tamara Ebel                                               |
| 13. Februar 2021                                          | 15 km Freistil Massenstart                                | Lilija Wassiljewa                                         | Anna Schewtschenko                                        | Anastasia Moskalenko                                      |

| 6. Eastern-Europe-Cup in Syktywkar, 27. Februar bis 3. März 2021 | 6. Eastern-Europe-Cup in Syktywkar, 27. Februar bis 3. März 2021 | 6. Eastern-Europe-Cup in Syktywkar, 27. Februar bis 3. März 2021 | 6. Eastern-Europe-Cup in Syktywkar, 27. Februar bis 3. März 2021 | 6. Eastern-Europe-Cup in Syktywkar, 27. Februar bis 3. März 2021 |
| ---------------------------------------------------------------- | ---------------------------------------------------------------- | ---------------------------------------------------------------- | ---------------------------------------------------------------- | ---------------------------------------------------------------- |
| Datum                                                            | Disziplin                                                        | Erster Platz                                                     | Zweiter Platz                                                    | Dritter Platz                                                    |
| 27. Februar 2021                                                 | 10 km klassisch                                                  | Alija Iksanowa                                                   | Natalija Mekrjukowa                                              | Jekaterina Smirnowa                                              |
| 28. Februar 2021                                                 | Sprint Freistil                                                  | Anna Grukhvina                                                   | Marina Tschernoussowa                                            | Kristina Kuskova                                                 |
| 3. März 2021                                                     | 15 km Skiathlon                                                  | Jekaterina Smirnowa                                              | Diana Golowan                                                    | Larissa Rjassina                                                 |

### Gesamtwertung Frauen
| Rang | Name                  | Punkte |
| ---- | --------------------- | ------ |
| 1.   | Lilija Wassiljewa     | 1171   |
| 2.   | Nastassja Kirylawa    | 624    |
| 2.   | Anastasia Moskalenko  | 624    |
| 4.   | Jekaterina Smirnowa   | 360    |
| 5.   | Olga Zarjowa          | 359    |
| 6.   | Marina Tschernoussowa | 358    |
| 7.   | Alija Iksanowa        | 352    |
| 8.   | Elizaveta Shalaboda   | 328    |
| 9.   | Anna Grukhvina        | 314    |
| 10.  | Natalija Mekrjukowa   | 305    |

| Rang | Name                 | Punkte |
| ---- | -------------------- | ------ |
| 11.  | Lidija Durkina       | 270    |
| 12.  | Ina Lukonina         | 258    |
| 13.  | Diana Golowan        | 257    |
| 14.  | Polina Seronossowa   | 247    |
| 15.  | Anna Schewtschenko   | 240    |
| 16.  | Marija Guschtschina  | 228    |
| 17.  | Olga Kutscheruk      | 219    |
| 18.  | Nina Dubotolkina     | 217    |
| 19.  | Gabriella Kaluger    | 204    |
| 20.  | Anastassija Rygalina | 198    |

| Rang | Name                 | Punkte |
| ---- | -------------------- | ------ |
| 21.  | Anastassija Falejewa | 194    |
| 22.  | Olga Jaschina        | 177    |
| 22.  | Darja Storoschilowa  | 177    |
| 22.  | Alena Baranova       | 177    |
| 25.  | Kristina Kuskova     | 165    |
| 26.  | Elena Ustiugova      | 152    |
| 27.  | Tamara Ebel          | 141    |
| 28.  | Hanna Karaliova      | 140    |
| 29.  | Emira Mutagarova     | 131    |
| 29.  | Walentina Ebel       | 131    |